# Tolomeo Efestione
Tolomeo Efestione, o Chenno ("quaglia") (inizio II secolo d.C. – metà II secolo d.C.?), è stato un grammatico greco antico.

## Biografia
Il lessico Suda riporta che operò durante i regni di Traiano e Adriano:
(Suda, Π 3037)
In passato, secondo una tesi non più accettata, venne proposta la sua identificazione con Tolomeo-el-Garib, un biografo di Aristotele di età ellenistica la cui Vita di Aristotele sopravvive in traduzione araba.

## Opere
Secondo la Suda, che per noi è l'unico appiglio cronologico disponibile, fu, come detto, autore di un "dramma storico" (forse un romanzo) chiamato Sfinge, di un poema epico, Anthomeros, in 24 libri (entrambi perduti) e di una Storia strana.
Quest'ultimo titolo è probabilmente da identificarsi con Storia Nuova in sei libri attribuiti a un certo Tolomeo Efestione da Fozio di Costantinopoli, che ne fece un esteso riassunto nella sua Biblioteca. L'opera è dedicata all'amante dell'autore, Tertulla, e contiene, in ordine sparso, vari tipi di leggende e favole appartenenti a  mitologia e storia:
Per quanto riguarda il collettore di queste storie, egli è, in un certo qual modo, uno spirito credulone, incline alla spacconeria e che non ha altri meriti di distinzione nello stile. Egli dedica il suo lavoro ad una certa Tertulla, che celebra come sua "signora" e di cui elogia l'amore per le lettere e l'erudizione. Egli attacca alcuni dei suoi detrattori, che accusa di aver approcciato il soggetto in modo insano. In ogni caso, la maggior parte delle sue storie, che sono piene di cose impossibili da credere, offrono una conoscenza straordinaria, ma non spiacevole»
(Fozio, Biblioteca, cod. 190)

## Tolomeo come paradossografo
La Storia Nuova, da quanto abbiamo, non delude le aspettative dei lettori. I sette libri recensiti da Fozio, infatti, abbondano di digressioni, anche abnormi, sulla  mitologia, con interpretazioni stravaganti di passi omerici. 
Spesso le notizie sono accumulate per geminazione. Ad esempio, nel libro I, Tolomeo affermava:
Botria di Mindo dice che tutti i figli di Niobe furono uccisi da Apollo.

Il padre di Odisseo gli diede un consigliere chiamato Muisco, di Cefallenia, per accompagnarlo. Anche Achille fu accompagnato da un consigliere di nome Noemone, di origine cartaginese, e Patroclo aveva Eudoro.

E Antipatro di Acanto dice che Darete, che scrisse l'Iliade prima di Omero, era il consigliere di Ettore e gli strappò la promessa di non uccidere il compagno di Achille. Dice, poi, che il consigliere di Protesilao era Dardano, di origine tessala, e che Antiloco ebbe come Calcone come auriga e consigliere da parte di suo padre, Nestore.»
Come si nota, anche solo da questo scarno riassunto, Tolomeo Efestione accumulava molte notizie in poco spazio, utilizzando erudizione spicciola anche attraverso allusioni e geminando le informazioni l'una dall'altra. Inoltre, come notato nei più recenti studi, l'autore gioca con un'erudizione "inventata", citando fonti inesistenti, come il suddetto Antipatro di Acanto - o, altrove, con gioco evidente verso il lettore -, una certa Fantàsia di Menfi autrice di una Iliade, quindi situando la propria opera sul confine tra il romanzo e l'opera erudita e creando una sorta di "semiotic fiction".
La sua opera è, dunque, di notevole interesse come estremizzazione dell'erudizione neosofistica che diede altri frutti in opere coeve a noi pervenute, come la Storia varia di Claudio Eliano, le Notti attiche di Gellio o i Deipnosofisti di Ateneo.